# و همچنین مادرت
و همچنین مادرت (به اسپانیایی: Y Tu Mamá También) فیلمی در ژانر درام، رومانتیک و اروتیک به کارگردانی و نویسندگی آلفونسو کوارون محصول سال ۲۰۰۱ کشور مکزیک است. از بازیگرانی که در این فیلم به ایفای نقش پرداخته‌اند، می‌توان از دیه‌گو لونا در نقش «تنوچ» گائل گارسیا برنال در نقش «خولیو» و ماریا ایزابل وردو رویان در نقش «لوئیزا» و همچنین دانیل خیمنس کاچو که «راوی» داستان فیلم است، نام برد.
این فیلم با استقبال عالی در بین منتقدان و مخاطبان روبه‌رو شد؛ و توانست ۸۷ بار کاندید دریافت جایزه از فستیوال‌های معتبر فیلم گردد و ۳۹ بار نیز موفق به کسب آن در رشته‌های مختلف شد که از جمله آن می‌توان به نامزدی جایزه اسکار در رشتهٔ بهترین فیلم‌نامهٔ غیراقتباسی در سال ۲۰۰۲ و نامزدی دریافت جایزه گلدن گلوب برای بهترین فیلمِ غیرانگلیسی زبان (۲۰۰۲) و نامزدی در دو جایزه بهترین فیلمنامه و بهترین فیلم غیرانگلیسی زبان از فستیوال فیلم بفتا (۲۰۰۳) و همچنین کسب بهترین فیلمنامه و بهترین بازیگر جوان زن و مرد از جشنواره فیلم ونیز (۲۰۰۱) و جایزه هنرمند جوان (۲۰۰۱) اشاره کرد.
همچنین این فیلم موفق به کسب بهترین فیلم غیر انگلیسی زبان از فستیوال‌های زیر گردیده است:
۱- انجمن منتقدان فیلم بوستون(۲۰۰۲)                        ۸- جوایز فیلم به انتخاب منتقدان (۲۰۰۲)
۲- انجمن منتقدان فیلم شیکاگو (۲۰۰۳)                       ۹- انجمن منتقدان فیلم دالاس‌فورت وورث (۲۰۰۳)
۳- جایزه ایندیپندنت اسپیریت (۲۰۰۳)                         ۱۰- حلقه منتقدان فیلم فلوریدا (۲۰۰۳)
۴- حلقه منتقدان فیلم لندن (۲۰۰۳)                           ۱۱- انجمن منتقدان فیلم لس آنجلس (۲۰۰۲)
۵- حلقه منتقدان فیلم نیویورک (۲۰۰۲)                       ۱۲- حلقه منتقدان فیلم سان‌فرانسیسکو (۲۰۰۲)
۶- انجمن منتقدان فیلم سیاتل (۲۰۰۲)                        ۱۳- جشنواره بین‌المللی فیلم ترومسو(۲۰۰۲)
۷- جشنواره بین‌المللی فیلم والدیویا (۲۰۰۱)
این فیلم که با هزینه‌ای معادل ۵ میلیون دلار تولید شد؛ در مجموع فروش جهانی موفق به کسب فروشی بیش از ۳۳ میلیون دلار در گیشه دست پیدا کرد.

## داستان فیلم
فیلم با معرفی «دو دوست صمیمی نوجوان» آغاز می‌شود، «خولیو» از طبقه کارگر و «تِنوچ» که از طبقه اشراف و سیاستمداران مکزیکی است. تنوچ و خولیو قبل از مسافرت دوست دخترانشان به ایتالیا، با آن‌ها رابطه جنسی برقرار می‌کنند. پسرها در فرصت تنها بودن و مجردی خود در یک عروسی مجلل، با «لوئیزا» همسر اسپانیایی پسر عموی تنوچ، آشنا می‌شوند. پسران در تلاش برای تحت تأثیر قرار دادن لوئیزا، با او در مورد یک ساحل تخیلی زیبا به نام «دهانه بهشت» صحبت می‌کنند؛ و از لوئیزا برای همسفرشدن با آن‌ها دعوت می‌کنند. با این حال لوئیزا، ابتدا دعوت آنها را برای همراهی رد می‌کند. اما لوئیزا شب‌هنگام یک تماس تلفنی از همسرش که در حال مستی و با گریه اعتراف می‌کند که به او خیانت کرده‌است؛ دریافت می‌کند. روز بعد، لوئیزا با تنوچ تماس می‌گیرد و می‌پرسد که آیا پیشنهاد آنها برای همراهی تا ساحل هنوز پابرجاست یا خیر؟
اگرچه خولیو و تنوچ واقعاً نمی‌دانند به کجا خواهند رفت، اما هر سه با رانندگی در بین روستاهای مکزیک به راه می‌افتند. آنها در مورد روابط و تجربیات صریح جنسی خود صحبت می‌کنند تا زمان را به خوشی بگذرانند. پسرها به سوءاستفاده‌های خود می‌بالند‎؛ در حالی که لوئیزا از تجربیات جنسی با همسرش یا اولین عشق خود را به یاد می‌آورد؛ که در پی یک تصادف با موتور سیکلت بوده‌است.
در طول یک توقف شبانه، لوئیزا پیامی اشک آلود بر روی منشی تلفنی همسرش می‌گذارد و توضیح می‌دهد که او را برای همیشه ترک کرده‌است. فردای آن روز تنوچ در جستجوی شامپو وارد اتاق لوئیزا که در حال گریه‌کردن است؛ می‌شود. لوئیزا او را اغوا می‌کند؛ و آن‌دو با هم رابطه جنسی برقرار می‌کنند. خولیو به صورت تصادفی آنها می‌بیند و ناراحت می‌رود.
پس از آن، خولیو و تنوچ در استخر به شناکردن می‌پردازند؛ خولیو ناراحت، به تنوچ می‌گوید که با دوست‌دختر او رابطه جنسی داشته‌است؛ و رابطه دو دوست به سردی و تشنج کشیده می‌شود. روز بعد، لوئیزا متوجه اختلاف و تنش بین پسرها می‌شود؛ او در ادامه مسیر با خولیو نیز رابطه جنسی برقرار می‌کند؛ تا تعادل بین دو دوست برقرار شود. اما این‌بار تنوچ اعتراف می‌کند که با دوست‌دختر جولیو رابطه‌جنسی داشته‌است؛ و درگیری بین آنها بالا می‌گیرد. اما وقتی لوئیزا تهدید می‌کند که آنها را ترک خواهد کرد؛ پسرها دست از دشمنی باهم برمی‌دارند.
آن شب با رانندگی در امتداد جاده ساحلی و گم نمودن راه، آنها به ساحلی زیبا که «بوکا دل سیلو» نامیده می‌شود، می‌رسند. آنها با پرپاکردن چادر در آنجا، شروع به استراحت و لذت بردن از اقیانوس، همراه با یک خانواده محلی می‌کنند. اما پس از گشت و گذار در اقیانوس و در بازگشت، متوجه می‌شوند چادر آنها توسط یک گله خوک غارت شده‌است؛ آنها شب را در دهکده مجاور می‌گذرانند، جایی که لوئیزا دوباره با همسرش تماس تلفنی برقرار و این‌بار از او خداحافظی محبت‌آمیز می‌کند.
آن شب لوئیزا، خولیو و تنوچ مست می‌شوند و در مورد روابط و تجاوزات جنسی خود شوخی می‌کنند. خولیو و تنوچ فاش می‌کنند که هر کدام مکرراً با دوست دختر دیگری رابطه جنسی داشته‌اند. خولیو می‌افزاید که با مادر تنوچ نیز رابطه جنسی داشته‌است(دلیل نام فیلم: و همچنین مادرت)؛ اما واقعاً مشخص نیست که آیا او جدی است یا خیر! هر سه با هم به صورت احساسی می‌رقصند و سپس به اتاق خود می‌روند. در حالی که لوئیزا بین پسرها زانو زده، آن‌ها را تحریک می‌کند، پسرها همدیگر را با اشتیاق در آغوش می‌گیرند و می‌بوسند؛ و رابطه‌ای سه نفره را تجربه می‌کنند. صبح روز بعد، پسرها، برهنه از خواب بیدار می‌شوند. تنوچ که حال مساعدی ندارد، بیرون می‌رود. آنها مشتاق بازگشت به خانه هستند.
راوی توضیح می‌دهد که سفر آنها آرام و بدون حادثه پایان می‌پذیرد و لوئیزا می‌ماند، تا باورهای اطراف خود را بیشتر کشف کند. راوی همچنین فاش می‌کند که دوست دختران پسرها از آنها جدا شدند و تنوچ و خولیو نیز از معاشرت با هم خودداری کردند. یک سال بعد، در یک برخورد تصادفی در مکزیکو سیتی، تنوچ و جولیو یک فنجان قهوه باهم می‌نوشند. آن‌ها به طرز عجیبی به زندگی یکدیگر و اخبار دوستان مشترک خود می‌رسند. تنوچ به خولیو اطلاع می‌دهد که لوئیزا یک ماه پس از سفر آن‌ها بر اثر سرطان درگذشته است، درحالی‌که، او قبل از مسافرت به مریضی خود آگاه بوده‌است. تنوچ با بهانه دیدن دوست دختر جدیدش و با امید به دیدار مجدد خولیو را ترک می‌کند. با این حال، راوی نشان می‌دهد که آنها دیگر هرگز یکدیگر را نخواهند دید.